# 土屋正延
土屋 正延（つちや まさのぶ）は、江戸時代中期の旗本。土屋讃岐守家の第7代当主。

## 生涯
宝歴12年（1762年）4月15日、江戸幕府9代将軍・徳川家重の小姓組として列する。以後、明和元年（1764年）閏12月9日に中奥番士、明和4年（1767年）閏9月28日に小十人頭に進み、明和5年（1768年）8月8日に父の遺跡を継いだ後、明和6年（1769年）2月12日には目付に転じた。
その後安永4年（1775年）7月1日には駿府町奉行、安永7年（1778年）閏7月20日には京都町奉行（西町奉行）に就任し、同年9月15日に従五位下・伊予守に叙任した。武士としての格式がさらに高まる。
天明4年（1784年）7月26日には長崎奉行に転じ、在任中の天明5年（1785年）7月12日、50歳で没した。法名は光徹。
妻は赤井五郎作忠通の養女であり、江戸幕府老中田沼意次の信任を得ていた。

## 知行所
- 相模国愛甲郡猿ヶ島村200石（現神奈川県厚木市）
- 下総国葛飾郡栗ヶ沢村104石（現千葉県松戸市）
- 下総国葛飾郡大谷口村236石（現千葉県松戸市）
- 下総国千葉郡中野村86石（現千葉県千葉市）
- 武蔵国横見郡地頭方村107石（現埼玉県比企郡吉見町地頭方）
- 常陸国鹿島郡武井村200石（現茨城県結城市）
- 武蔵国横見郡山野下村123石（現埼玉県比企郡吉見町山ノ下）

## 年表
- 1736年 - 誕生
- 1762年 - 江戸幕府九代将軍徳川家重の御小姓組として列する。
- 1764年 - 中奥番士に任命。将軍の奥向きに出仕する役職で、さらに信任を深める。
- 1767年 - 小十人頭に昇進。将軍直属の精鋭親衛隊（小十人組）の指揮官となる。
- 1768年 - 父・正方の死去に伴い、第7代当主として家督相続。
- 1769年 - 目付 に就任。幕府の監察官的役職で、役人や大名・旗本の行動を監視。
- 1775年 - 駿府町奉行に就任。駿府城下（現在の静岡市）を統治・治安維持。
- 1778年 - 七月に京都町奉行（西町奉行）に転任。京都の司法・行政・警察を司る幕府の要職。、9月に従五位下・伊予守を叙任。
- 1784年 - 長崎奉行（出島貿易・港政・治安の総括）へ転任。
- 1785年 - 在任中に50歳で死去（7月12日〔旧暦〕＝1785年8月16日〔新暦〕）